# Expressen
Expressen er en svensk avis, der udkommer om aftenen og beskriver sig selv som "liberal". Avisen havde et gennemsnitligt oplag på 363.000 i 2004 og angav at læses af 1.221.714 hver dag. Konkurrenten Aftonbladet har i øjeblikket en lidt større læserskare.
Avis ejes af Bonnier-koncernen som også ejer f.eks. Dagens Nyheter og Sydsvenska Dagbladet.
Det første nummer udkom den 16. november 1944 som følge af tanker af Albert Bonnier Jr og Carl-Adam Nycop.
Det var i Expressen i 1976 at Astrid Lindgren publicerede sin fortælling Pomperipossa i Monismanien om den svenske stats store beskatning af hende, og i 2006 fik en af Expressens journalister Christian Holmén et tip som førte til fundet af en magnumrevolver der havde betydning i forbindelse med opklaringen af Palmemordet.